# Gewöhnlicher Sonnenhut

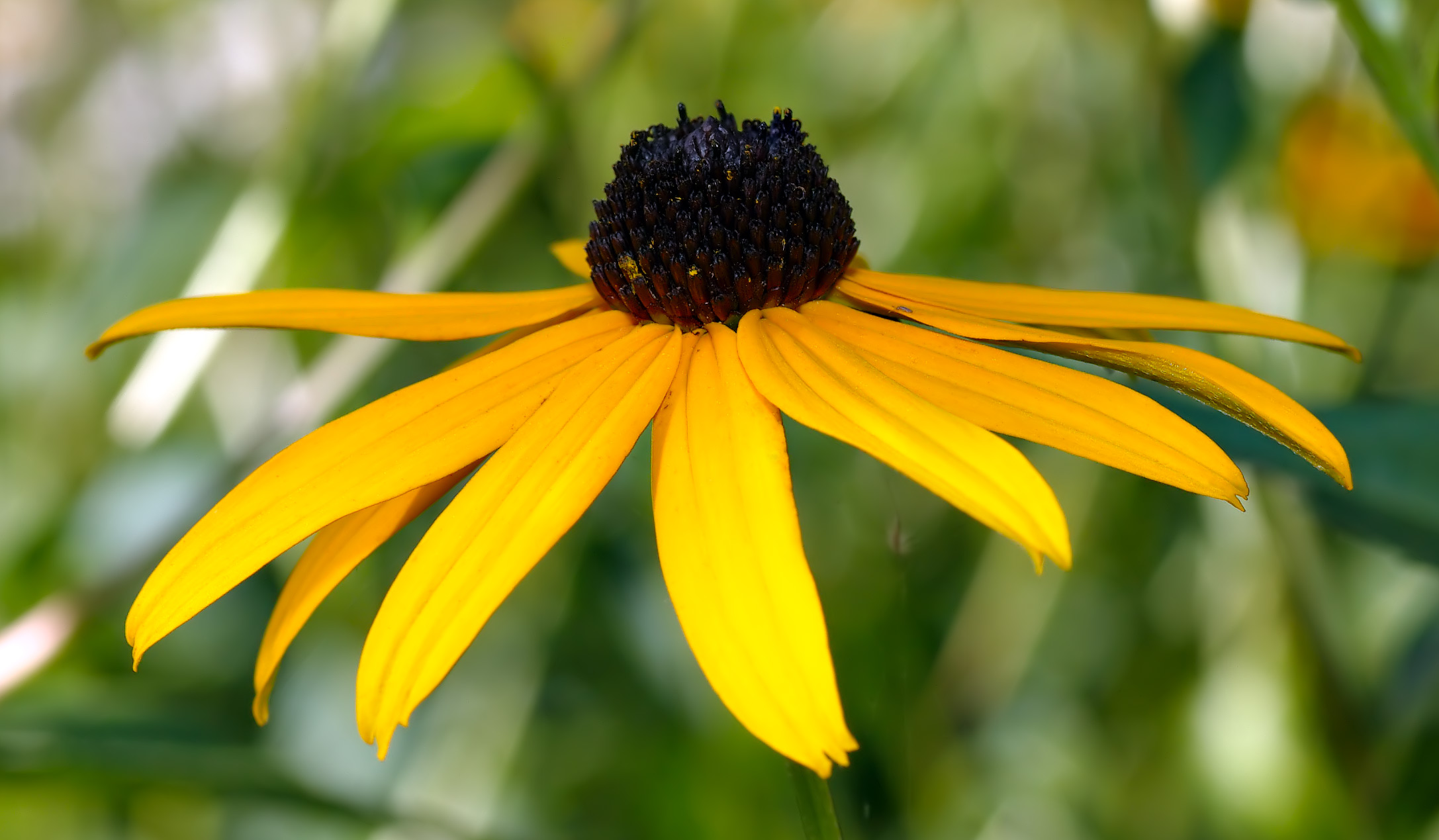
Blütenstand seitlich mit dem gewölbten Blütenstandsboden.

Der Gewöhnliche Sonnenhut (Rudbeckia fulgida), auch Leuchtender Sonnenhut und Gelber Sonnenhut genannt, ist eine Pflanzenart innerhalb der Gattung der Rudbeckien (Rudbeckia) in der Familie der Korbblütengewächse (Asteraceae).

## Beschreibung
Der Gewöhnliche Sonnenhut ist eine ausdauernde krautige Pflanze, die Wuchshöhen von 60 bis 100 Zentimetern erreicht. Die Pflanze bildet kurze unterirdische Ausläufer (Stolonen), an deren Enden sich immergrüne Rosetten befinden. Die Stängel wachsen verzweigt. Stängel und Blätter sind kahl bis angedrückt behaart, aber nicht sehr rau oder abstehend stechend borstig. Die wechselständigen Laubblätter sind einfach; sie sind in grundständigen Rosetten und entlang der aufrechten Stängel angeordnet. Die Blattränder sind glatt oder gesägt. Die Grundblätter sind dreinervig (selten bis fünfnervig), eiförmig-lanzettlich und entfernt gezähnt. Die Stängelblätter sind sitzend, halbstängelumfassend, gezähnt und dreinervig. 
Der goldgelbe, körbchenförmige Blütenstand mit dunkelbrauner Mitte erinnert an einen breitkrempigen Hut. Die Blütenkörbchen weisen einen Durchmesser von bis zu 7 Zentimetern auf und sind meist einzeln oder zu zweit bis siebent an den Stängeln. Die Spreublattspitzen sind nicht klebrig grauhaarig. Der Blütenstandsboden ist hochgewölbt. Die enthalten 10 bis 15 Zungen- (Strahlenblüten) und 50 bis über 500 Röhrenblüten (Scheibenblüten). Die Zungenblüten sind 15 bis 40 Millimeter lang, 3 bis 6 Millimeter und gelb bis orange gefärbt. Die Röhrenblüten weisen eine Länge von 12 bis 16 Millimetern und einen Durchmesser von 10 bis 18 Millimetern auf. Die Griffeläste sind etwa 1,3 Millimeter lang.
Die 2,2 bis 4 Millimeter großen Achänen besitzen einen kleinen (0,2 Millimeter), krönchenförmigen Pappus.
Die Blütezeit reicht von August bis Oktober.

## Vorkommen
Der Gewöhnliche Sonnenhut kommt im warmen bis gemäßigten Osten der USA in feuchten, lichten Wäldern, Seggenwiesen, Kalkquellfluren und Flussufersümpfen vor.

## Systematik
Es gibt sieben Varietäten:
- Rudbeckia fulgida var. deamii (S.F.Blake) Perdue (Syn.: Rudbeckia deamii S.F.Blake)
- Rudbeckia fulgida Aiton var. fulgida (Syn.: Rudbeckia acuminata C.L.Boynton & Beadle, Rudbeckia foliosa C.L.Boynton & Beadle, Rudbeckia tenax C.L.Boynton & Beadle, Rudbeckia truncata Small)
- Rudbeckia fulgida var. palustris (Eggert ex C. L. Boynton & Beadle) Perdue (Rudbeckia palustris Eggert ex C.L.Boynton & Beadle)
- Rudbeckia fulgida var. spathulata (Michaux) Perdue (Rudbeckia spathulata Michaux)
- Rudbeckia fulgida var. speciosa (Wenderoth) Perdue (Syn.: Rudbeckia speciosa Wenderoth)
- Rudbeckia fulgida var. sullivantii (C.L.Boynton & Beadle) Cronquist (Rudbeckia sullivantii C.L.Boynton & Beadle, Rudbeckia speciosa var. sullivantii (C.L.Boynton & Beadle) B.L.Robinson)
- Rudbeckia fulgida var. umbrosa (C.L.Boynton & Beadle) Cronquist (Rudbeckia umbrosa C.L.Boynton & Beadle, Rudbeckia chapmanii C.L.Boynton & Beadle)

## Belege